# Casey Reas
Casey Edwin Barker Reas, né à Troy (Ohio) en 1972,, également connu sous les noms CEB Reas ou Casey Reas, est un artiste américain dont les œuvres conceptuelles, procédurales et minimales explorent le potentiel créatif de la programmation informatique. Reas est notamment connu pour avoir créé, avec Ben Fry, le langage de programmation Processing.

## Biographie

### Études et premiers travaux
Casey Reas a étudié le design à l'Université de Cincinnati. Il a ensuite passé deux ans à explorer le potentiel artistique de la programmation et de l'électronique. Au cours de ses études, Reas était membre d'un groupe appelé « Nancy » avec Scott Devendorf et Matt Berninger, qui sont ensuite devenus membres de The National. Reas a réalisé quatre vidéoclips pour l'album Sleep Well Beast (2017) de The National,.
En 2001, Reas a obtenu une maîtrise ès sciences en arts et sciences médiatiques au sein du Aesthetics and Computation Group du MIT Media Lab du Massachusetts Institute of Technology.

### Carrière artistique
Une fois diplômé, Reas a commencé à exposer ses travaux dans le monde entier. Les images qu'il génère s'appuient sur des programmes dont les instructions se déploient dans plusieurs directions : langage naturel, code machine, simulations informatiques. Chaque traduction révèle une perspective différente sur le processus et se combine aux autres pour produire des traces visuelles en constante évolution,,.
En 2003, Reas s'est installé à Los Angeles où il est actuellement professeur, dans le cadre du département de design et d'arts médiatiques de l'Université de Californie à Los Angeles.
Depuis 2012, Reas intègre des images diffusées dans son travail, les déformant algorithmiquement pour créer des abstractions qui conservent des traces de leur fonction de représentation originale. En 2020, Casey Reas a cofondé une plateforme de présentation d'art en ligne et d'art numérique, organisant des expositions d'œuvres à acheter sons forme de jetons non fongibles.

## Processing
En 2001, avec Ben Fry, doctorant au MIT, Casey Reas a créé le langage de programmation Processing,. Processing est utilisé par des milliers de créateurs visuels et de designers du monde entier, et il est très souvent employé dans les écoles d’art et de design pour l'enseignement des bases de la programmation informatique,.

## Expositions
Il a exposé son travail à :
- Whitney Museum of American Art[19],[20],
- Ars Electronica en Autriche[21],
- ZKM en Allemagne,
- Transmédiale à Berlin,
- GAFFTA à San Francisco,
- Festival international d'art numérique d'Uijeongbu en Corée,
- l'Institut danois du cinéma,
- galerie bitforms à New York et Séoul,
- IAMAS et ICC au Japon,
- le Microwave International Media Art Festival à Hong Kong, et
- le Festival Sónar à Barcelone.

## Collections publiques
Le travail de Reas est conservé dans les collections suivantes :
- le Musée Victoria et Albert[22]
- le Musée d'art du comté de Los Angeles[23]
- la Fondation artistique Carl et Marilynn Thoma[24]
- le musée d'art Mary et Leigh Block[réf. nécessaire]
- le Centre Pompidou[25]

## Ouvrages
- Casey Reas et Benjamin Fry, Processing : A Programming Handbook for Visual Designers and Artists, MIT Press, 2007
- Casey Reas, Chandler McWilliams et LUST, Form+Code : in Design, Art, and Architecture, Princeton Architectural Press, 2010 (ISBN 978-1568989372)
- Casey Reas, Process compendium 2004-2010, REAS Studio, 2010 (ISBN 978-1-4507-2713-6)
- Casey Reas, A Mathematical Theory of Communication, RRose éditions, 2018 (présentation en ligne)
- Casey Reas, Making Pictures with Generative Adversarial Networks, Anteism Books, 2019 (ISBN 978-1-926968-47-6)

## Voir également
- Processing
- Code créatif

## Lectures complémentaires
- Bruce Wands, L'art de l'ère numérique, Thames & Hudson, 2006. (ISBN 0-500-23817-0).
- Mark Tribe et Reena Jana, Art des nouveaux médias, Taschen, 2006. (ISBN 3-8228-3041-0).